# Palmern

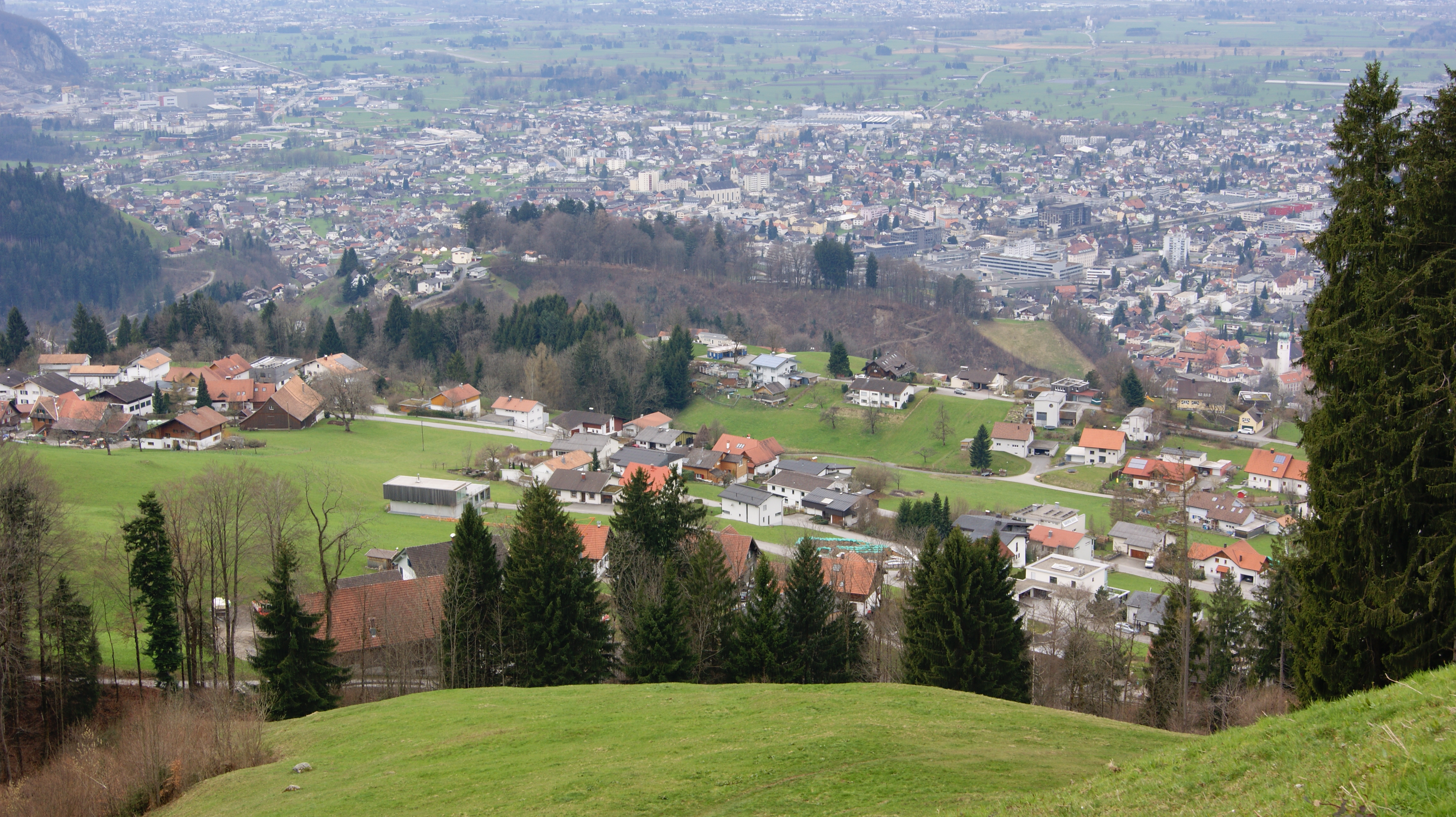
Blick von der Alpe Schwende auf Watzenegg-Palmern, Heilenberg, Zanzenberg und einen Teil von Dornbirn

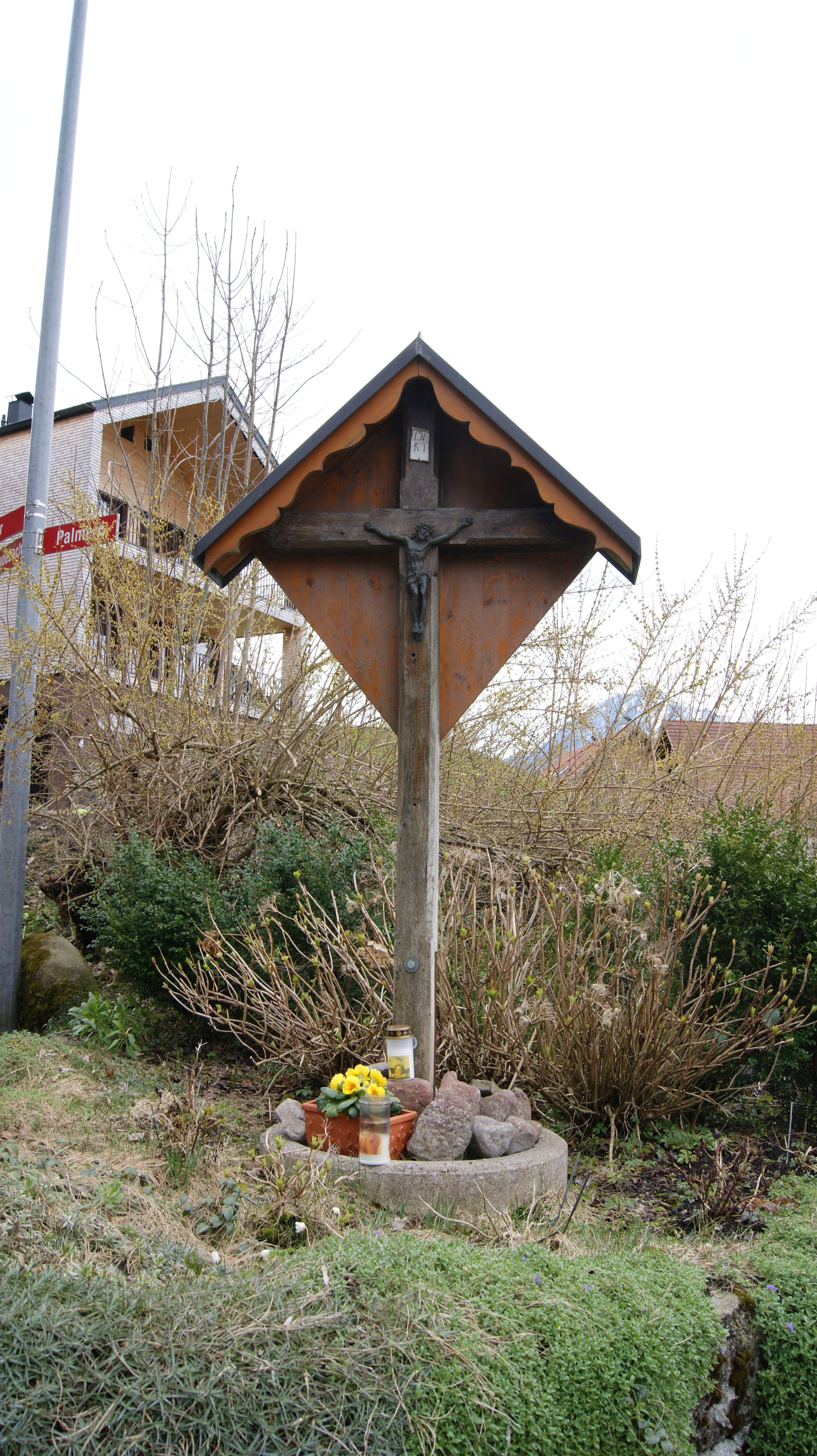
Wegkreuz bei der Abbiegung (rechts) nach Palmern

Palmern bezeichnet in Dornbirn Oberdorf einen Ortsteil (700 m ü. A.) mit zehn Wohnhäusern und ein großes am selben Ort befindliches Flurstück (Balma).

## Namensherkunft
Woher der Name Palmern stammt ist nicht gesichert. 1715 wird der Name erwähnt und könnte auf einen Familiennamen zurückgeführt sein. Palmer ist ein Familienname, der insbesondere im englischen Sprachraum anzutreffen ist. Im Schwedischen wird der Familiennamen Palmér geschrieben. Johann Christoph Adelung führt in seinem Werk: Grammatisch-kritisches Wörterbuch der Hochdeutschen Mundart, Wien 1811, an, dass im Schwedischen ein jeder Stab oder Stecken und auch ein Pilgerstab Palm genannt wird (im Isländischen: Palmare, im englischen Palmer, und im Alt-Französischen Palmiour). Er führt auch an, dass eine Ableitung aus dem deutschen von wallen/wandern möglich sei.
Eine armselige Behausung wird auch als „Balme“ („Felsenloch“) bezeichnet.

## Topographie, Geografie, Lage und Verkehr
Palmern lag ursprünglich an einem wichtigen Verbindungsweg über die Schwende in den Bregenzerwald nach Schwarzenberg, bevor die Bödelestraße und die Achrainstraße bzw. Schwarzachtobelstraße (L 7) gebaut bzw. ausgebaut wurden.
Unterhalb von Palmern liegt die Rotte Heilenberg, oberhalb Schwendebach. In „Schematismus für Tirol und Vorarlberg“, 1839, wird Palmern nicht als eigenständiger Weiler und Teil von Dornbirn angeführt, wohl aber das darunterliegende Heilenberg. Ebenfalls nicht im „Provinzial-Handbuch von Tirol und Vorarlberg für das Jahr 1847“.
Die vom Dornbirner Zentrum etwa 2,5 km entfernte Rotte ist nur über eine kurze steile Straße (Palmern) über Watzenegg mit normalen Kraftfahrzeugen erreichbar.

## Gewässer
Nördlich von Palmern fließt der Eulenbach vorbei, der sich weiter südlich mit dem Steinebach zum Fischbach vereinigt.

## Handwerk, Gewerbe
Palmern hat keine bedeutsame gewerbliche Infrastruktur auf Dornbirner Gemeindegebiet herausgebildet. Es dominiert hier die Landwirtschaft nach wie vor.